# Tēvita ʻUnga
Tēvita ʻUnga (ur. 1824, zm. 1879) – tongański polityk. Pierwszy premier Tonga po ogłoszeniu konstytucji w 1875; od 1876 do 18 grudnia 1879. Bezpartyjny. Podczas jego urzędowania zawarto układy z Niemcami (1876) i Wielką Brytanią (1879).